# Lupinus excubitus
Espèce
Lupinus excubitus est une espèce de plantes à fleurs de la famille des Fabaceae. C'est un arbuste principalement présent dans le sud-ouest des États-Unis.

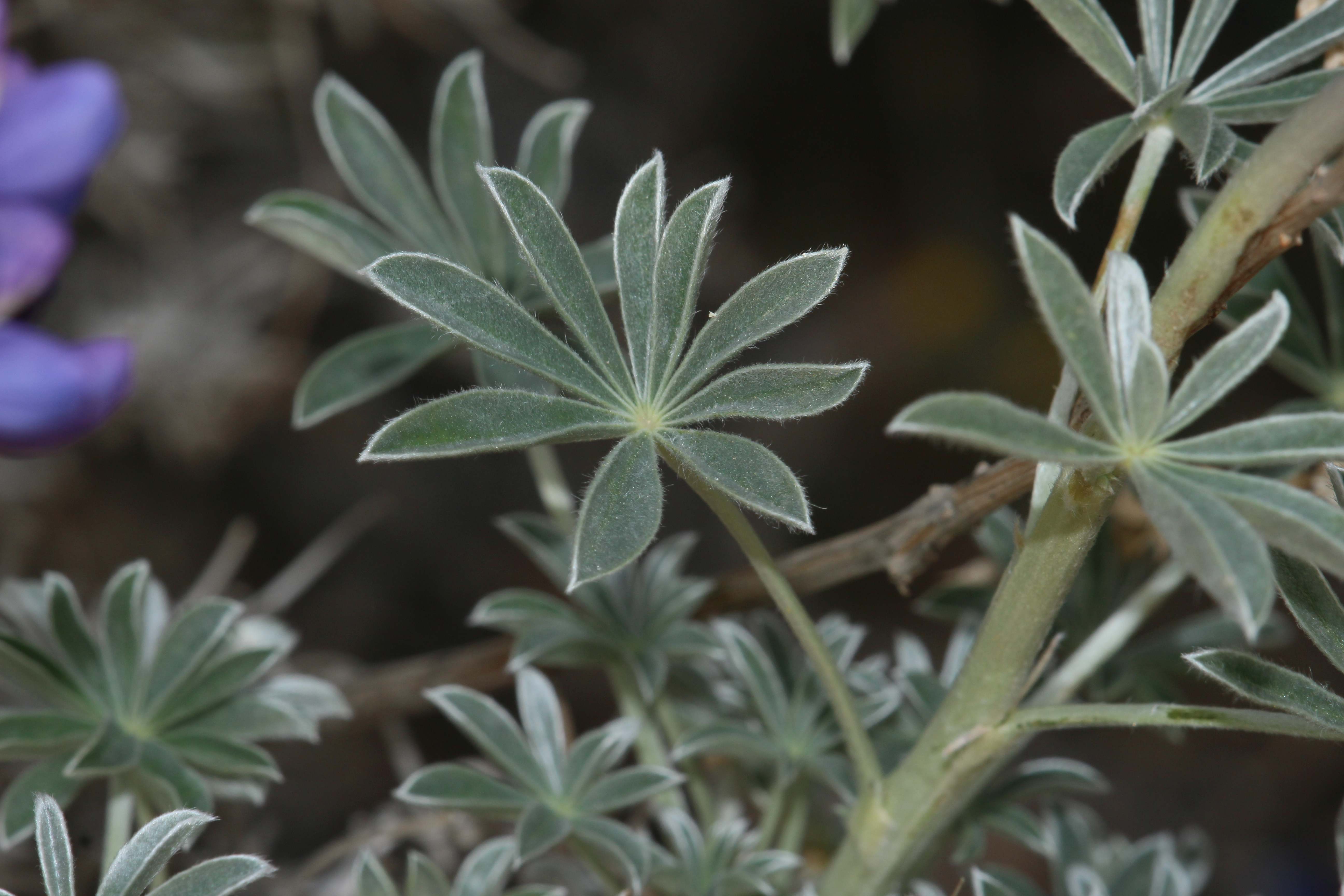
Les feuilles sont généralement recouvertes de courts poils argentés.

## Description
Lupinus excubitus est un petit arbuste au feuillage gris-vert. Les feuilles sont en forme d'éventail et sont portées par la tige. Elles peuvent être regroupées à la base. Généralement couverte de poils argentés, chaque feuille est composée de 7 à 10 folioles étroites 5-50 mm. L'inflorescence en racème est une haute tige de fleurs pourpres, chacune avec une tache jaune vif. La variante occasionnelle a des fleurs blanches. Le fruit est une gousse de légumineuse soyeuse mesurant jusqu'à 5 cm de long et contenant des graines brunes tachetées.
Il existe plusieurs variantes de cette espèce, notamment :
- L. e. var. austromontanus – « southern mountain lupine »
- L. e. var. excubitus – « grape soda lupine », « Inyo bush lupine »
- L. e. var. hallii – « Hall's bush lupine »
- L. e. var. johnstonii – « interior bush lupine »
- L. e. var. medius – « Mountain Springs bush lupine », « Colorado bush lupine »

## Répartition et habitat
Lupinus excubitus s'étend du Sud Ouest des États-Unis au Nouveau-Mexique, en particulier en Californie et au Nevada, par exemple dans les parcs nationaux de la Vallée de la Mort et de Joshua Tree, ainsi que dans le nord-ouest du Mexique,,,. Il s'agit d'une plante vivace qui pousse principalement dans le biome du désert ou des arbustes secs.

## Liste des variétés
Selon GBIF (15 juillet 2025) :
- Lupinus excubitus var. austromontanus C.P.Sm.
- Lupinus excubitus var. excubitus
- Lupinus excubitus var. hallii (Abrams) C.P.Sm.
- Lupinus excubitus var. johnstonii C.P.Sm.
- Lupinus excubitus var. medius (Jeps.) Munz

## Systématique
Le nom correct complet (avec auteur) de ce taxon est Lupinus excubitus M.E.Jones.
Lupinus excubitus a pour synonyme :
- Lupinus excubitus subsp. excubitus

## Dénominations
Lupinus excubitus est une espèce de lupin connue sous le nom de « grape soda lupine ». Son nom commun fait référence à son parfum sucré, qui rappelle beaucoup le « soda au raisin ».